# Казола ин Луниджана
Ка̀зола ин Луниджана (на италиански: Casola in Lunigiana) е община в Италия, в региона Тоскана, провинция Маса и Карара, в планинния район, наречен Луниджана. Населението е около 1000 души (2007).